# Chính trị Hoa Kỳ

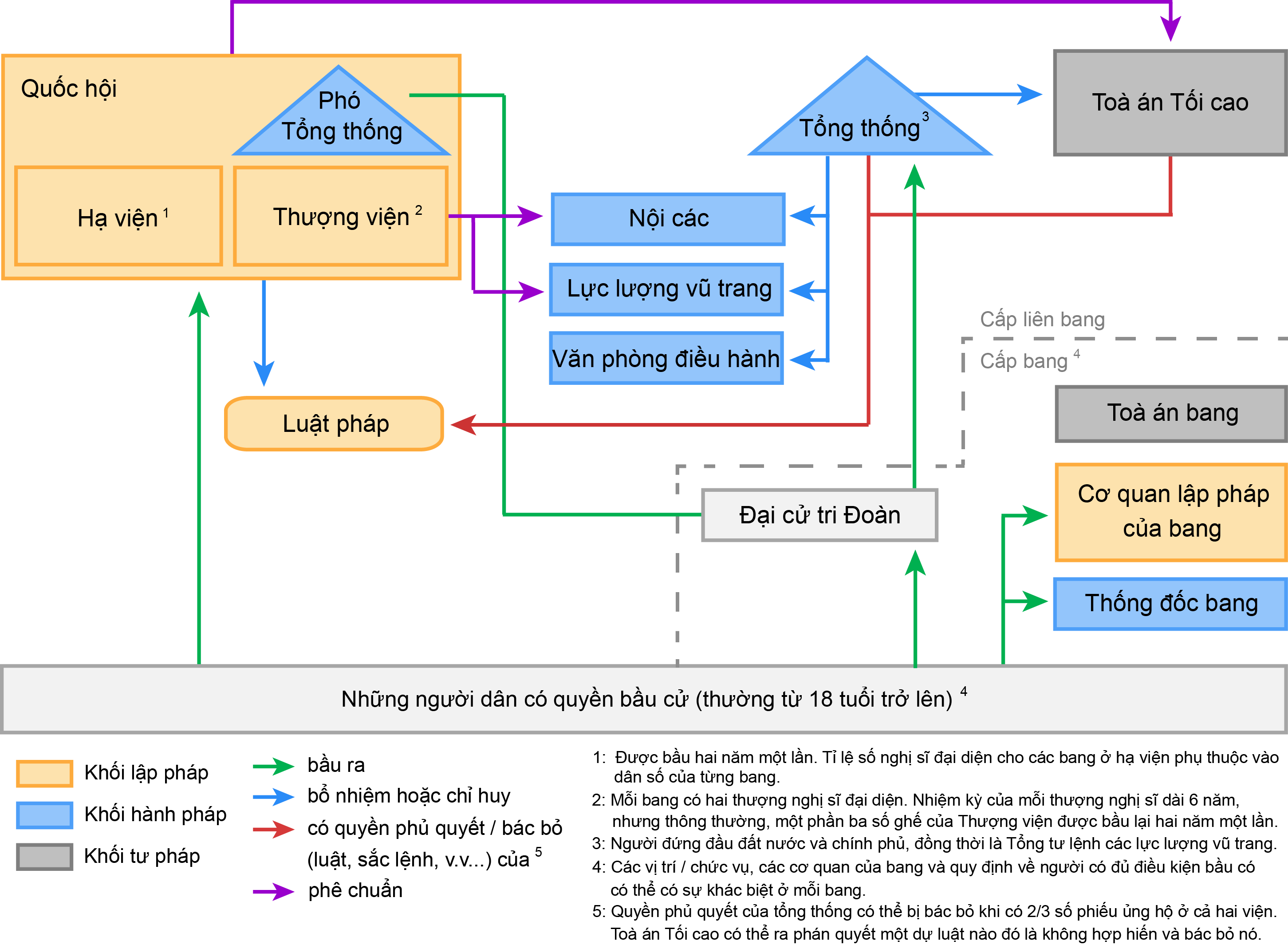
Hệ thống chính trị Hoa Kỳ

Hoa Kỳ là một nước cộng hòa liên bang, trong đó Tổng thống, Quốc hội, và Toà án cùng nắm giữ và chia sẻ quyền lực của chính quyền liên bang theo Hiến pháp. Trong khi đó, chính quyền liên bang lại chia sẻ quyền lực với chính quyền của từng tiểu bang. Mô hình này kết hợp phân chia quyền lực theo cả chiều ngang (tam quyền phân lập) và chiều dọc (giữa liên bang với tiểu bang).
Chính quyền liên bang được thiết lập bởi Hiến pháp Hoa Kỳ. Hiện nay hai đảng chính trị lớn, Đảng Dân chủ và Đảng Cộng hoà, đang có ảnh hưởng thống trị trên nền chính trị Hoa Kỳ mặc dù vẫn tồn tại các nhóm hoặc các đảng chính trị với ảnh hưởng ít quan trọng hơn.

## Chính quyền Liên bang, Tiểu bang và Địa phương của Mỹ
Chính quyền liên bang, được thiết lập bởi Hiến pháp, là nhân tố chủ đạo của hệ thống chính quyền Mỹ. Tuy nhiên, bất kỳ cá nhân nào sống bên ngoài thủ đô đều là đối tượng chịu sự quản lý của ít nhất ba định chế quyền lực: Chính quyền liên bang, tiểu bang, và quận (Ở một số địa phương không có cấp quận, thay vào đó là chính quyền thị trấn hoặc thành phố).
Tính đa dạng của các cấp chính quyền là hệ quả lịch sử của đất nước này. Chính quyền liên bang được kiến tạo bởi các khu định cư (colony), hình thành cách riêng lẻ với quyền tự trị và độc lập với nhau. Trong mỗi khu định cư có các quận (hạt) và thị trấn, hình thành theo các lộ trình phát triển khác nhau hầu đáp ứng các nhu cầu hành chính khác biệt. Thay vì thiết lập một chính quyền thay thế hệ thống pháp quyền địa phương của các tiểu bang, Quốc hội Lập hiến cho phép duy trì quyền tự trị cho các tiểu bang. Khi lãnh thổ của đất nước được mở rộng, các tiểu bang mới được cấu tạo theo mô hình của các tiểu bang hiện hữu trước đó.

## Chính quyền Tiểu bang
Trước khi độc lập, dưới thẩm quyền của vương triều Anh, các khu định cư được quyền tự trị và độc lập với nhau. Trong giai đoạn đầu của nền cộng hoà còn non trẻ, trước khi có Hiến pháp, mỗi tiểu bang hầu như là một đơn vị hành chính tự trị. Các đại biểu của Quốc hội Lập hiến tìm kiếm một thể chế liên bang mạnh mẽ và khả thi hơn, nhưng không thể bỏ qua các truyền thống tiểu bang cũng như quyền lợi của các chính trị gia ở các tiểu bang.
Nhìn chung, các vụ việc bên trong địa giới tiểu bang là thuộc phạm vi quyền hạn của chính quyền tiểu bang, bao gồm truyền thông nội bang; các pháp qui về tài sản, công nghiệp, doanh nghiệp, tiện ích công; luật hình sự tiểu bang; và điều kiện làm việc trong tiểu bang. Trong khuôn khổ này, Chính quyền liên bang yêu cầu chính quyền tiểu bang phải theo mô hình thể chế cộng hoà, và luật lệ tiểu bang không được mâu thuẫn với hoặc vi phạm Hiến pháp liên bang hay luật lệ và các hiệp ước của Hiệp Chủng Quốc Hoa Kỳ.
Cũng dễ hiểu khi tồn tại nhiều khu vực mà quyền tài phán giữa liên bang và tiểu bang chồng chéo lên nhau. Trong những năm gần đây, Chính quyền liên bang đảm nhận trách nhiệm rộng lớn hơn trong những lĩnh vực như y tế, giáo dục, phúc lợi, giao thông, gia cư và phát triển đô thị. Do đó, bất cứ nơi nào Chính quyền liên bang hành xử các chức trách trong lãnh thổ tiểu bang, các chương trình thường được duyệt xét trên căn bản hợp tác giữa hai cấp chính quyền hơn là một sự áp đặt từ bên trên.
Giống chính quyền quốc gia, chính quyền tiểu bang cũng có ba nhánh: hành pháp, lập pháp và tư pháp; có sự tương đồng rất lớn trong chức năng và mục tiêu giữa chính quyền tiểu bang và Chính quyền liên bang. Chức danh đứng đầu nhánh hành pháp tiểu bang là thống đốc, được bầu theo cách phổ thông đầu phiếu, thường là theo nhiệm kỳ bốn năm (trong một vài tiểu bang, nhiệm kỳ này chỉ kéo dài hai năm). Ngoại trừ bang Nebraska theo thể chế độc viện, nhánh lập pháp của các tiểu bang còn lại đều là lưỡng viện, với viện trên gọi là Thượng viện và viện dưới gọi là Viện Dân biểu, Viện Đại biểu hoặc Đại hội đồng. Một số tiểu bang còn gọi toàn bộ nhánh lập pháp của mình, bao gồm hai viện, là "Đại hội đồng", làm cho sự việc trở nên rắc rối hơn. Trong hầu hết các tiểu bang, thượng nghị sĩ phục vụ theo nhiệm kỳ bốn năm trong khi thành viên hạ viện có nhiệm kỳ kéo dài hai năm.
Hiến pháp của các tiểu bang khác nhau trong một số chi tiết, nhưng nhìn chung tuân theo một mô thức tương tự với hiến pháp liên bang, gồm có một tuyên ngôn về quyền của người dân và một phác đồ tổ chức chính quyền. Về các lĩnh vực như điều hành doanh nghiệp, ngân hàng, tiện ích công cộng, và các định chế từ thiện, hiến pháp các tiểu bang có những quy định rõ ràng và chi tiết hơn hiến pháp liên bang. Mỗi bản hiến pháp tiểu bang đều tuyên bố thẩm quyền tối thượng thuộc về nhân dân, và thiết lập các tiêu chuẩn và nguyên tắc nền tảng cho chính quyền.

### Chính quyền Thành phố
Từng là một nước nông nghiệp, ngày nay Hoa Kỳ là một quốc gia đã đô thị hoá cao độ. Có đến 80% dân số hiện sống ở các thị trấn, thành phố lớn, hoặc ở khu ngoại ô của các đô thị. Con số thống kê này nói lên tầm quan trọng của chính quyền các thành phố trong bức tranh toàn cảnh của chính quyền Mỹ. Ở mức độ cao hơn chính quyền cấp liên bang hoặc cấp tiểu bang, thành phố trực tiếp đáp ứng các loại nhu cầu cho người dân, cung ứng mọi thứ từ lực lượng cảnh sát và lính cứu hoả đến luật lệ, quy định về vệ sinh, y tế, giáo dục, giao thông công cộng và gia cư.
Công việc điều hành những thành phố lớn là cực kỳ phức tạp. Thành phố New York có số cư dân đông hơn 41 trong tổng số 50 tiểu bang của nước Mỹ. Người ta nói rằng, chỉ sau chức vụ tổng thống, vị trí hành pháp khó khăn nhất là thị trưởng thành phố New York.
Chính quyền thành phố được thiết lập bởi tiểu bang, được quy định chi tiết về mục tiêu và thẩm quyền, nhưng trong nhiều phương diện các thành phố được vận hành độc lập với tiểu bang. Tuy nhiên, hầu hết thành phố trên đất nước này xem sự cộng tác với các cơ quan của tiểu bang và liên bang là yếu tố nền tảng hầu có thể đáp ứng các nhu cầu của người dân.
Mô hình của các chính quyền thành phố hiện hữu rải rác trên khắp đất nước là đa dạng, mặc dù hầu hết đều thiết lập một loại hình hội đồng trung ương, được cử tri bầu ra, và một viên chức hành pháp, được hỗ trợ bởi những người đứng đầu sở, ngành, để điều hành các loại sự vụ của thành phố.
Có ba mô hình chính cho chính quyền thành phố: thị trưởng- hội đồng, uỷ ban, hội đồng- nhà điều hành. Hiện có nhiều thành phố phát triển các mô hình tổng hợp từ hai hoặc ba mô hình trên.
Thị trưởng- Hội đồng. Đây là mô hình chính quyền thành phố lâu đời nhất hiện hữu ở Hoa Kỳ, cho đến đầu thế kỷ 20 vẫn được áp dụng tại hầu hết các thành phố ở đây. Cơ cấu của nó tương tự với chính quyền tiểu bang và quốc gia, với một thị trưởng được cử tri tuyển chọn để đảm nhiệm vị trí đứng đầu nhánh hành pháp, và một hội đồng, thông qua quy trình bầu cử đại diện các khu vực dân cư khác nhau, cấu thành nhánh lập pháp. Thị trưởng chỉ định những người đứng đầu các sở ngành cùng các viên chức khác, đôi khi cần có sự phê chuẩn của hội đồng. Thị trưởng có quyền phủ quyết các đạo luật của thành phố, thường trực chịu trách nhiệm về ngân sách thành phố. Hội đồng thông qua các dự luật, định mức thuế tài sản và phân bổ ngân sách cho các sở ngành.
Ủy ban. Mô hình này kết hợp các chức năng lập pháp và hành pháp vào một nhóm các viên chức, thường là ba người hoặc hơn, được cử tri toàn thành phố tuyển chọn qua bầu cử. Mỗi uỷ viên giám sát sự vụ của một số sở ngành của thành phố. Nhân vật được chỉ định làm chủ toạ ủy ban thường được gọi là thị trưởng, dù quyền hạn của người này cũng chỉ ngang bằng các uỷ viên khác.
Hội đồng- Nhà điều hành. Mô hình nhà điều hành thành phố là một giải pháp nhằm đáp ứng tình hình ngày càng trở nên phức tạp của các vấn nạn đô thị, đòi hỏi kỹ năng cao của nhà chuyên môn mà không thể tìm thấy nơi các viên chức dân cử. Điều cần làm là tin cậy và uỷ thác các quyền hành pháp, gồm quyền thi hành pháp luật và cung ứng các loại dịch vụ công, cho một nhà điều hành chuyên nghiệp, nhiều kinh nghiệm và được đào tạo tốt.
Mô hình này ngày càng được nhiều thành phố chấp nhận. Theo đó, một hội đồng được dân bầu ra với một ít nghị viên, ban hành luật và thiết lập chính sách cho thành phố, rồi thuê một nhà quản trị được trả lương, gọi là nhà điều hành thành phố, thực thi các nghị quyết của hội đồng. Nhà điều hành sẽ thiết kế ngân sách thành phố và giám sát hầu hết các sở ngành. Thường thì không có nhiệm kỳ cố định; bao lâu hội đồng thành phố còn hài lòng với công việc của nhà điều hành thì người ấy còn duy trì vị trí của mình.

### Chính quyền Quận
Quận là một bộ phận của tiểu bang, mỗi quận thường có hai hoặc ba thị trấn và một vài xã. Cấu trúc mô phỏng theo chính quyền thành phố là mô hình phổ biến giống như Quận Mineral, tiểu bang Tây Virginia.
Trong hầu hết các quận ở Hoa Kỳ, một thị trấn hoặc thành phố được chỉ định làm quận lỵ, ở đây tọa lạc các văn phòng chính quyền, cũng là nơi ban uỷ viên hoặc ban giám sát hội họp. Tại các quận nhỏ, thành viên uỷ ban được cử tri toàn quận bầu chọn, trong khi ở các quận lớn, thành viên đại diện cho các khu vực hoặc thị trấn riêng biệt. Ủy ban chịu trách nhiệm đánh thuế; vay mượn và phân bổ tài chính; ấn định mức lương cho nhân viên của quận; giám sát các cuộc bầu cử; xây dựng và bảo trì xa lộ và cầu cống; và quản lý các chương trình phúc lợi cấp quận, tiểu bang và quốc gia. Tại một số tiểu bang ở vùng New England, quận không có chức năng chính quyền, mà chỉ đơn giản là một sự phân chia địa giới.

### Chính quyền Thị trấn, Xã
Hiện có hàng ngàn đơn vị hành chính trong các đô thị. Chúng quá nhỏ để có thể gọi là chính quyền thành phố, nên được gọi là thị trấn hoặc xã với chức năng giải quyết các nhu cầu của địa phương như lót lề đường, chiếu sáng đường phố; bảo đảm nguồn cung cấp nước; cung ứng lực lượng cảnh sát và cứu hoả; thiết lập các quy định y tế địa phương; vận chuyển và xử lý rác, cống thoát và các loại chất thải; thu thuế để tài trợ các hoạt động của chính quyền; hợp tác với quận và tiểu bang để quản lý hệ thống trường học tại địa phương. Cần lưu ý rằng trong nhiều tiểu bang, từ "thị trấn" không có ý nghĩa đặc biệt nào - chỉ là một từ không chính thức áp dụng cho một khu dân cư (có thể là một phần của đô thị hoặc không). Trong một số tiểu bang, từ "thị trấn" là từ tương đương với xã dân sự (civil township) được dùng trong các tiểu bang khác.
Ở đây, chính quyền thường được uỷ thác cho một uỷ ban hoặc hội đồng dân cử, được biết với các tên khác nhau: hội đồng thị trấn hoặc xã, ban dân biểu, ban giám sát, ban uỷ viên. Ủy ban này có thể có một chủ tọa hoặc chủ tịch với chức năng của một viên chức lãnh đạo hành pháp, hoặc là một thị trưởng. Nhân sự chính quyền có thể có một thư ký, thủ quỹ, các nhân viên cảnh sát, cứu hoả, y tế và phúc lợi.
Một khía cạnh độc đáo của chính quyền địa phương, được tìm thấy ở nhiều nơi trong vùng New England, là "kỳ họp thị trấn". Mỗi năm một lần - có thể triệu tập nhiều kỳ họp nếu cần - cử tri có đăng ký trong thị trấn họp với các viên chức dân cử, thảo luận về các vấn đề của địa phương, và thông qua luật để điều hành chính quyền. Các kỳ họp này quyết định về các dự án xây dựng và sửa chữa đường sá, xây dựng các tòa nhà và các tiện ích công cộng, định mức thuế và ngân sách thị trấn. Kỳ họp thị trấn, tồn tại từ hơn hai thế kỷ, thường được nhắc đến như là mô hình tinh tuyền nhất của nền dân chủ trực tiếp, theo đó quyền lực cai trị không được uỷ thác cho các viên chức dân cử, mà được hành xử trực tiếp và thường xuyên bởi nhân dân.

### Các cấp chính quyền khác
Các mô hình Chính quyền liên bang, tiểu bang và địa phương nêu trên không phải là toàn bộ đơn vị chính quyền tại Hoa Kỳ. Văn phòng Thống kê Hoa Kỳ (thuộc Bộ Thương mại) đã nhận diện được không ít hơn 84.955 đơn vị chính quyền ở Hoa Kỳ, bao gồm quận, thành phố, thị trấn, khu học chính và đặc khu.
Người dân Mỹ uỷ thác cho chính quyền các cấp thực thi các sứ mạng mà trong những ngày đầu của nền cộng hòa, người dân phải tự làm. Trong thời kỳ thuộc địa, chỉ có một ít cảnh sát và lính cứu hỏa, ngay cả tại các thành phố lớn; chính quyền không phải chịu trách nhiệm thắp sáng hay vệ sinh đường phố. Ở quy mô lớn, người dân phải tự bảo vệ tài sản và chăm sóc các nhu cầu của gia đình mình.
Ngày nay, việc đáp ứng các nhu cầu này được xem là trách nhiệm của toàn thể cộng đồng, được thực thi thông qua các cơ quan chức năng của chính quyền các cấp. Ngay cả tại các thị trấn nhỏ, các chức trách về cảnh sát, cứu hỏa, phúc lợi và y tế đều do chính quyền đảm trách. Do đó xuất hiện vô số tầng nấc về thẩm quyền.

## Quyền Bầu cử

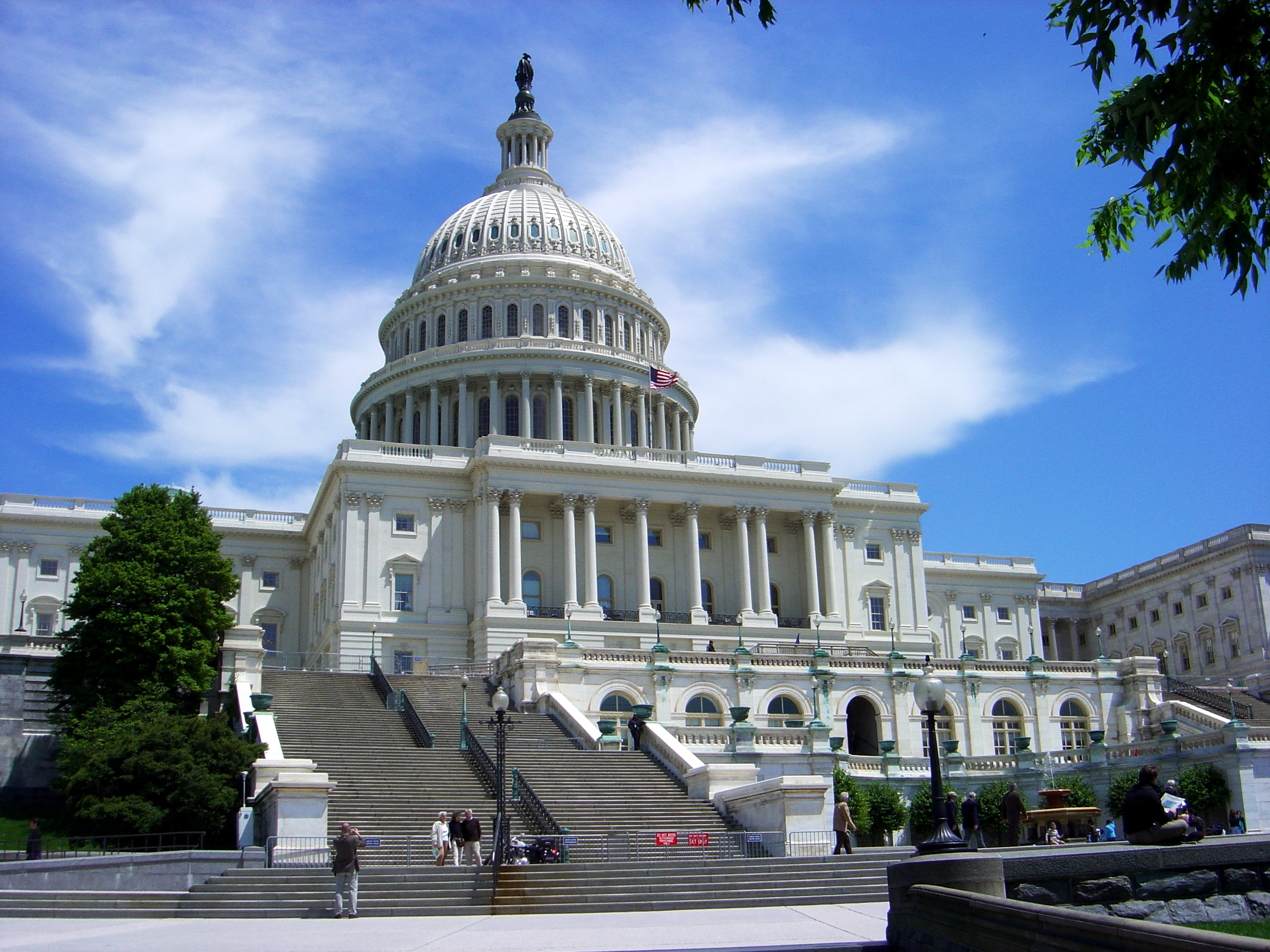
Điện Capitol, Trụ sở Quốc hội Hoa Kỳ.

Quyền bầu cử dành cho mọi công dân từ 18 tuổi trở lên. Trong tất cả 50 tiểu bang, kể cả Đặc khu Columbia, đều có phiếu cử tri đoàn cho tiến trình bầu chọn tổng thống. Tuy nhiên, Đặc khu Columbia, và một số lãnh thổ khác của Hoa Kỳ như Puerto Rico và Guam, không có quyền đại diện tại Quốc hội. Mỗi khu thịnh vượng chung, lãnh thổ, hoặc hạt chỉ được bầu một đại biểu không có quyền bầu phiếu phục vụ tại Viện Dân biểu (Hạ viện).
Quyền bầu cử có thể bị hạn chế trong trường hợp phạm tội (những quy định như thế thường khác nhau tuỳ thuộc vào mỗi tiểu bang).
Yếu tố đặc biệt quan trọng trong chính trường Hoa Kỳ, nhất là ở cấp liên bang, là muốn thành công trong các cuộc tuyển cử cần phải có nhiều tiền, đặc biệt là những khoản chi tiêu lớn cho quảng cáo trên truyền hình. Rất khó gây quỹ bằng cách kêu gọi sự quyên góp từ quần chúng, mặc dù Đảng Cộng hoà đã từng có một vài thành công như trường hợp của Howard Dean với chương trình vận động trên Internet. Thường thì cả hai đảng đều dựa vào những tổ chức và những nhà tài trợ giàu có – theo truyền thống, Đảng Dân chủ phụ thuộc vào những khoản tặng dữ từ các tổ chức nghiệp đoàn trong khi Đảng Cộng hoà trông cậy vào giới doanh nghiệp. Tuy nhiên, kể từ năm 1984, ngân quỹ quyên góp được từ giới doanh nghiệp vượt quá các tổ chức nghiệp đoàn. Sự phụ thuộc vào các nhà tài trợ, là một vấn đề gây nhiều tranh cãi, đã dẫn đến việc ban hành một số luật lệ nhằm hạn chế chi tiêu trong các chiến dịch tranh cử. Đây là một vấn đề phức tạp khi giải thích Hiến pháp, những người chống đối các đạo luật hạn chế viện dẫn quyền tự do ngôn luận trong Tu chính án thứ nhất, và tìm cách thách thức chúng vì cho rằng chúng hạn chế quyền hiến định của họ. Ngay cả nếu những luật này được tán thành, sự phức tạp nảy sinh khi áp dụng chúng sao cho phù hợp với Tu chính án thứ nhất đòi hỏi sự cẩn trọng và dè dặt khi soạn các pháp qui khiến chúng bị hạn chế nhiều nếu so sánh với quy trình này ở các quốc gia khác như Anh, Pháp hoặc Canada. Nhiều người cho rằng trong khi tập tục gây quỹ là chuyện bình thường ở Mỹ thì ở những nước khác điều này được xem là những ung nhọt chính trị.

## Văn hóa chính trị
Bản Tuyên ngôn Độc lập, Hiến pháp, Tuyên ngôn Nhân quyền, cùng những tác phẩm của các Nhà Lập Quốc (Founding Father), được xem là những định nghĩa cho ý thức hệ cầm quyền của đất nước, được giảng dạy tại các trường học ở Hoa Kỳ. Trong số những ý tưởng căn cốt của ý thức hệ này có:
- Chính quyền chịu trách nhiệm trước công dân. Công dân có thể thay đổi chính quyền thông qua các cuộc bầu cử.
- Quyền lực của chính quyền trong các lĩnh vực như tôn giáo, ngôn luận, và thi hành luật pháp cần bị hạn chế nhằm ngăn chặn nguy cơ lạm dụng quyền lực.
- Luật pháp không được gắn kết với đặc quyền của bất kỳ công dân nào (nghĩa là, mọi công dân đều bình đẳng trước pháp luật).
- Các cá nhân và các đảng chính trị có quyền thảo luận về cách áp dụng ý thức hệ nêu trên vào các hoàn cảnh riêng biệt, và có quyền công khai bất đồng ý kiến với bất kỳ điều khoản nào của ý thức hệ này.

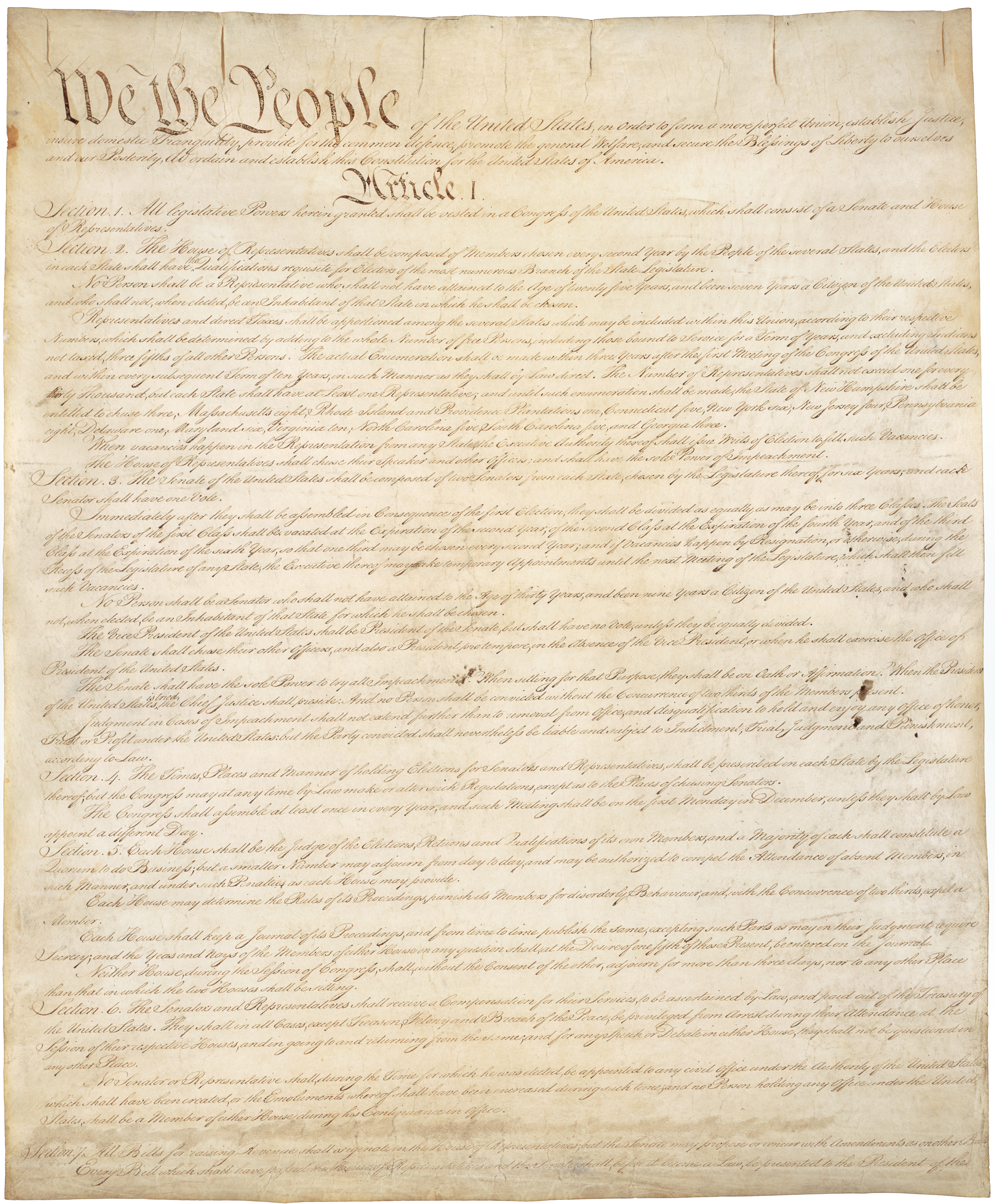
Trang đầu nguyên bản Hiến pháp Hoa Kỳ

Trong thời kỳ lập quốc, nước Mỹ là một nền kinh tế với doanh nghiệp tư nhân là thành phần chủ đạo nên chính quyền các tiểu bang dành khu vực phúc lợi cho những sáng kiến tư nhân hoặc địa phương. Nhìn chung, Chính phủ Hoa Kỳ chấp nhận một hệ thống các doanh nghiệp tư và chống lại chủ trương chi tiêu rộng rãi nhằm hỗ trợ người dân, mặc dù những kinh nghiệm có được từ cuộc Đại Suy thoái thách thức cả hai quan điểm này. Kết quả là, về mặt ý thức hệ, nước Mỹ có khuynh hướng thiên về chủ nghĩa tư bản dân chủ, đối nghịch với các nền văn hoá thiên về khuynh hướng dân chủ xã hội ở Âu châu và Canada.
Trước Chiến tranh thế giới thứ hai, Hoa Kỳ theo đuổi chính sách cô lập trong các vấn đề đối ngoại bằng cách không đứng về phe nào khi xảy ra các cuộc tranh chấp. Mặc dù đã từ bỏ chủ trương này sau khi trở nên một siêu cường, người Mỹ vẫn tỏ ra hoài nghi với chủ nghĩa quốc tế. Ý thức hệ của tổng thống đương nhiệm và các cố vấn của ông là yếu tố quyết định cho thái độ của chính quyền trong lĩnh vực ngoại giao.

## Các chính đảng

Số lượng cử tri đăng ký theo chính đảng năm 2004 (Dân chủ: 72 triệu, Cộng hòa: 55 triệu, cử tri độc lập: 42 triệu.

Nhiều người trong số các nhà lập quốc không thích nghĩ đến các đảng phái chính trị, cho rằng các phe nhóm sẽ quan tâm đến việc tranh giành quyền lợi hơn là vì lợi ích quốc gia. Họ muốn cử tri bầu phiếu cho các ứng viên độc lập mà không cần có sự can thiệp của các nhóm có tổ chức – nhưng điều này đã không xảy ra.
Trong thập niên 1790, bùng nổ các quan điểm khác nhau về một lộ trình đúng cho tiến trình xây dựng đất nước còn non trẻ này. Những người ủng hộ Alexander Hamilton, liên kết với nhau dưới tên "Phái Liên bang", chọn mô hình chính quyền trung ương tập trung nhiều quyền lực nhằm hỗ trợ những lợi ích của giới công thương. Những người khác theo Thomas Jefferson, chống cánh Liên bang, chọn cho mình tên "Cộng hoà-Dân chủ", chủ trương một nước cộng hoà nông nghiệp phân quyền, theo đó chính quyền liên bang chỉ có quyền lực hạn chế. Khoảng năm 1828, cánh "Liên bang" biến mất, được thay thế bởi Đảng Whig, trở nên thành phần đối lập với Tổng thống Andrew Jackson trong cuộc bầu cử tổ chức trong năm. Việc Jackson đắc cử gây chia rẽ trong đảng Cộng hoà-Dân chủ: những người ủng hộ Jackson thành lập Đảng Dân chủ trong khi những người theo John Quincy Adams thành lập Đảng Cộng hoà Quốc gia. Hệ thống lưỡng đảng, tiếp tục tồn tại cho đến ngày nay, đã được hình thành vào lúc này. Như thế Hoa Kỳ, như một ngoại lệ, đã có những đảng chính trị lâu đời.
Trong thập niên 1850, vấn đề nô lệ trở nên điểm nóng trên chính trường Mỹ, với những bất đồng về việc liệu có nên cho phép chế độ nô lệ tồn tại trên nhưng lãnh thổ tân lập ở miền Tây hay không. Đảng Whig vì không thể thống nhất lập trường nên cuối cùng bị khai tử và được thay thế bởi Đảng Cộng hoà trong năm 1854, đảng này chủ trương hoàn toàn loại bỏ chế độ nô lệ. Chỉ trong vòng sáu năm, đảng chính trị tân lập này giành được ghế tổng thống khi Abraham Lincoln đắc thắng trong cuộc tuyển cử năm 1860. Đến lúc ấy, các chính đảng đã thiết lập cho mình vị trí chủ đạo trong nền chính trị của đất nước, và sự trung thành với một đảng chính trị đã trở nên một phần quan trọng trong ý thức chính trị của ngườI dân. Lòng trung thành này được truyền từ cha sang con, và các hoạt động đảng phái như tham gia các cuộc vận động bầu cử, thường kết thúc với các cuộc diễu hành của các nhóm mặc đồng phục và các buổi rước đuốc, là một phần trong cuộc sống xã hội tại nhiều cộng đồng dân cư.
Tuy nhiên, đến thập niên 1920, những tập quán dân dã này đã tàn lụi dần. Những cải cách đô thị, dịch vụ công, những vụ tham ô, và những cuộc bầu cử sơ bộ đã thay thế quyền lực của các chính trị gia tại các đại hội toàn quốc đã giúp tẩy sạch nền chính trị - và khiến nó bớt sôi động hơn.
Làm sao mà hệ thống lưỡng đảng phát triển trên đất nước Mỹ? Lâu rồi trong lịch sử, nước Mỹ đã từng có nhiều chính đảng nhỏ, cũng từng có đảng thứ ba, một số có được sự ủng hộ đáng kể như Đảng Xã hội, Đảng Lao động Nông gia và Đảng Đại chúng, dù không thu được kết quả khả quan nào từ các cử tri đoàn. 

### Lăng kính chính trị của hai đảng chính

Biểu trưng của Đảng Dân chủ

Trong hạ bán thế kỷ 20, triết lý chính trị của cả đảng Cộng hoà và đảng Dân chủ đã thay đổi triệt để. Từ thập niên 1860 đến thập niên 1950, đảng Cộng hoà được xem là có khuynh hướng tự do hơn, trong khi đảng Dân chủ được cho là có chủ trương bảo thủ.
Nhưng hình ảnh này đã thay đổi kể từ nhiệm kỳ tổng thống của Franklin D. Roosevelt, chính sách New Deal của ông với sự hình thành hệ thống An sinh Xã hội cũng như các dự án dịch vụ và việc làm khác của chính quyền liên bang đã giúp hồi sinh đất nước tiếp theo sau những thiệt hại gây ra bởi cuộc Đại Suy thoái năm 1929. Những thành công của Roosevelt khi đối phó với hai cuộc khủng hoảng xảy ra cùng một lúc, Đại Suy thoái vàChiến tranh thế giới thứ hai, đã dẫn đến hiện tượng phân cực trong chính trường nước Mỹ, xoay quanh cá nhân tổng thống; điều này kết hợp khuynh hướng tự do đang gia tăng ảnh hưởng của tổng thống khiến đảng Dân chủ càng ngả về phía tả, trong khi đảng Cộng hoà càng trở nên hữu khuynh.
Suốt thập niên 1950 và đầu thập niên 1960, cả hai đảng đều bày tỏ lập trường trung dung và để các nhóm bảo thủ, ôn hoà và tự do tạo lập ảnh hưởng đồng đều trong đảng.
Sau cuộc bầu cử tổng thống năm 1964, cánh bảo thủ chiếm ưu thế trong đảng Cộng hoà, trong khi cánh tự do kiểm soát đảng Dân chủ. Tiến trình này xảy ra cùng lúc với việc nhiều đảng viên Dân chủ chuyển sang đảng Cộng hoà vì chống đối Đạo luật Dân quyền năm 1964, hiện tượng này giúp đẩy mạnh Chiến lược miền Nam của Richard M. Nixon trong chiến dịch tranh cử tổng thống năm 1968.
Sau đó, cánh tự do và cánh bảo thủ trong đảng Dân chủ cạnh tranh với nhau cho đến năm 1972 khi việc đề cử George McGovern đóng dấu chiến thắng cho cánh tự do. Tình trạng tương tự xảy ra bên trong đảng Cộng hoà cho đến khi Ronald Reagan nhận được sự đề cử rồi chiến thắng vẻ vang trong cuộc bầu cử tổng thống năm 1980, chứng minh ưu thế của cánh bảo thủ.
Những hàn gắn chính trị hoàn tất sau cuộc bầu cử năm 1980 giúp củng cố sự đồng thuận trong mỗi đảng.
Những người có khuynh hướng tự do bên trong Đảng Cộng hoà và những người bảo thủ bên trong Đảng Dân chủ cùng những người tân tự do có tên trong Hội đồng Lãnh đạo Dân chủ thủ giữ vai trò biểu trưng cho giới đảng viên có tư tưởng độc lập, chủ trương trung tả, hoặc tìm cách hoà giải giữa hai chính đảng. Họ giúp chiếm được những vị trí dân cử trong những khu vực trước đây đảng của họ khó tìm được chiến thắng; Đảng Cộng hoà ứng dụng đối sách này với những đảng viên có khuynh hướng tự do như Rudy Giuliani, George Pataki, Richard Riordan và Arnold Schwarzenegger.

### Cơ cấu tổ chức của các chính đảng
Không giống các quốc gia khác, cơ cấu tổ chức của các đảng chính trị tại Mỹ rất lỏng lẻo. Đối với hai đảng chính, không có thiết chế nào ở cấp quốc gia có chức năng kiểm soát số đảng viên, các hoạt động của đảng, hoặc quan điểm chính trị, mặc dù ở cấp tiểu bang có một số cơ quan đảm nhiệm công việc này. Như vậy, khi một người Mỹ nói rằng anh ta là đảng viên Dân chủ hay Cộng hoà, điều này có ý nghĩa khác với việc một người Anh tự nhận mình thuộc đảng Lao động hoặc Bảo thủ. Tại các tiểu bang, một cử tri có thể đăng ký là thành viên đảng này hay đảng kia, hoặc bầu cho đảng này hay đảng kia trong cuộc bầu cử sơ bộ, nhưng sự tham gia ấy không hề hạn chế sự chọn lựa của người ấy; cũng không dành cho người ấy bất cứ đặc quyền hoặc nghĩa vụ nào liên quan đến đảng phái. Hôm nay người ấy có thể chọn đến dự một buổi hội họp của uỷ ban địa phương của một đảng, ngày mai lại đến dự họp tại một đảng khác.
Sự tham gia đảng phái được quan tâm đến khi một người muốn tranh một chức vụ được đảng giới thiệu. Tại hầu hết các tiểu bang, điều này có nghĩa là khi tuyên bố tranh sự đề cử của một đảng để tham gia cuộc bầu cử sơ bộ cho một chức vụ dân cử. Một uỷ ban của đảng sẽ chọn và ủng hộ một trong số những người tranh sự đề cử, nhưng cuối cùng thì sự chọn lựa phụ thuộc vào các cử tri đi bầu trong cuộc bầu cử sơ bộ, thường thì không dễ xác định thành phần cử tri chịu đi đến phòng phiếu.
Đo đó, các chính đảng ở Mỹ chấp nhận một cơ cấu yếu ở trung ương cũng như thường tập trung vào các nỗ lực xây dựng sự đồng thuận hơn là quan tâm đến các vấn đề ý thức hệ. Các chính đảng không có quyền ngăn cản một người gia nhập đảng khi người ấy bất đồng với quan điểm đa số trong đảng, hoặc hoạt động tích cực chống lại các mục tiêu của đảng, miễn là cử tri chọn người ấy trong các cuộc bầu cử sơ bộ.
Ở cấp liên bang, cả hai đảng chính đều có uỷ ban quốc gia (Xem Ủy ban Quốc gia Đảng Dân chủ và Ủy ban Quốc gia Đảng Cộng hoà) với chức năng chính là gây quỹ và điều hành các chiến dịch tranh cử, đặc biệt trong các cuộc bầu cử tổng thống. Có khác biệt đôi chút trong thành phần uỷ ban của mỗi đảng, nhưng chủ yếu vẫn là đại biểu của các đảng bộ tiểu bang, các tổ chức hữu quan, cùng các nhân vật quan trọng trong mỗi đảng. Tuy nhiên, uỷ ban quốc gia không có quyền chỉ đạo các hoạt động của đảng viên.
Dù mỗi đảng đều có chủ tịch, chức danh này không được xem là "lãnh tụ" đảng, trong thực tế không dễ gì xác định vị trí lãnh đạo trong các đảng chính trị tại Hoa Kỳ. Lãnh tụ đảng thường khi là người có khả năng thuyết phục các đảng viên đi theo sự dẫn dắt của mình. Các nhà lãnh đạo trong thực tế của đảng thường là những đảng viên đang nắm giữ những vị trí cao trong chính quyền như tổng thống hoặc lãnh đạo phe đa số ở Viện Dân biểu hoặc ở Thượng viện. Tuy nhiên, vị trí lãnh đạo ấy chỉ có giá trị khi người này có được sự ủng hộ của các đảng viên. Chính thức thì tổng thống đương nhiệm được xem là người đứng đầu đảng của mình, cũng là người chọn chủ tịch uỷ ban quốc gia. Tương tự, ứng cử viên tổng thống của đảng đối lập trong năm bầu cử cũng được xem là nhà lãnh đạo đảng.
Cả hai đảng đều thành lập cho mình uỷ ban vận động, điều hành tiến trình bầu chọn ứng cử viên tại các cấp khác nhau. Quan trọng nhất là Ủy ban Đồi Capitol (Hill Committee), tuyển chọn ứng viên cho Quốc hội.

## Các nhóm Áp lực Chính trị
Đó là những nhóm quyền lợi đặc biệt. Theo đó, các tổ chức doanh nghiệp sẽ ủng hộ mức thuế thấp dành cho công ty và hạn chế quyền đình công trong khi các nghiệp đoàn sẽ ủng luật quy định mức lương tối thiểu và bảo vệ quyền đàm phán tập thể. Những nhóm quyền lợi khác – như các tổ chức tôn giáo và các nhóm chủng tộc – quan tâm nhiều hơn về việc ban hành những chính sách có thể ảnh hưởng đến niềm tin hoặc tổ chức của họ.
Một mô hình nhóm quyền lợi đặc biệt hiện đang phát triển cả về số lượng và ảnh hưởng trong những năm gần đây là loại hình ủy ban hành động chính trị (political action committee – PAC). Đó là những nhóm độc lập, được tổ chức nhằm phục vụ một hoặc nhiều mục tiêu ví dụ như đóng góp tài chính cho các chiến dịch chính trị trong các cuộc bầu cử quốc hội hoặc tổng thống. Luật pháp hạn chế số tiền đóng góp trực tiếp cho các ứng cử viên trong các cuộc bầu cử liên bang, nhưng không hạn chế số tiền các ủy ban hoạt động chính trị chi tiêu cho việc cổ xuý một quan điểm chính trị hoặc vận động bầu các ứng cử viên vào các chức vụ dân cử. Ngày nay, con số các uỷ ban này lên đến hàng ngàn.
Tác giả cuốn sách xuất bản năm 1998, The Good Citizen: A History of American Civic Life, Michael Schudson viết, "Các chính đảng hiện đang bị đe dọa bởi số lượng những nhóm quyền lợi đang mọc nhiều như nấm, ngày càng có nhiều nhóm hơn đang điều hành các văn phòng ở Washington, D.C., có mặt thường xuyên tại quốc hội cùng các cơ quan liên bang. Nhiều tổ chức tìm kiếm sự ủng hộ tinh thần và tài chính từ các công dân bình thường. Bởi vì có nhiều nhóm trong số họ tập chú vào một phạm vi hẹp các vấn đề đang được quan tâm, hoặc có khi chỉ một vấn đề, thường là điểm nóng dễ gây xúc động trong quần chúng, họ đang cạnh tranh với các chính đảng trong việc tranh thủ tình cảm, thì giờ và tiền bạc của cử tri".
Các nhóm quyền lợi đặc biệt ngày càng chi tiêu nhiều hơn khi các cuộc vận động ngày càng trở nên tốn kém. Nhiều người Mỹ có cảm giác rằng quyền lợi của giới giàu có – các công ty hay nghiệp đoàn hoặc các ủy ban hoạt động chính trị được tổ chức nhằm vận động cho một quan điểm đặc biệt nào đó – đã có quá nhiều quyền lực đến nỗi các công dân bình thường khó có thể làm gì để kháng cự lại.